# Nartheciaceae
Die Nartheciaceae sind eine Familie in der  Ordnung Yamswurzelartige (Dioscoreales). Die fünf Gattungen mit 35 Arten sind auf der Nordhalbkugel und in Südamerika verbreitet.

## Beschreibung

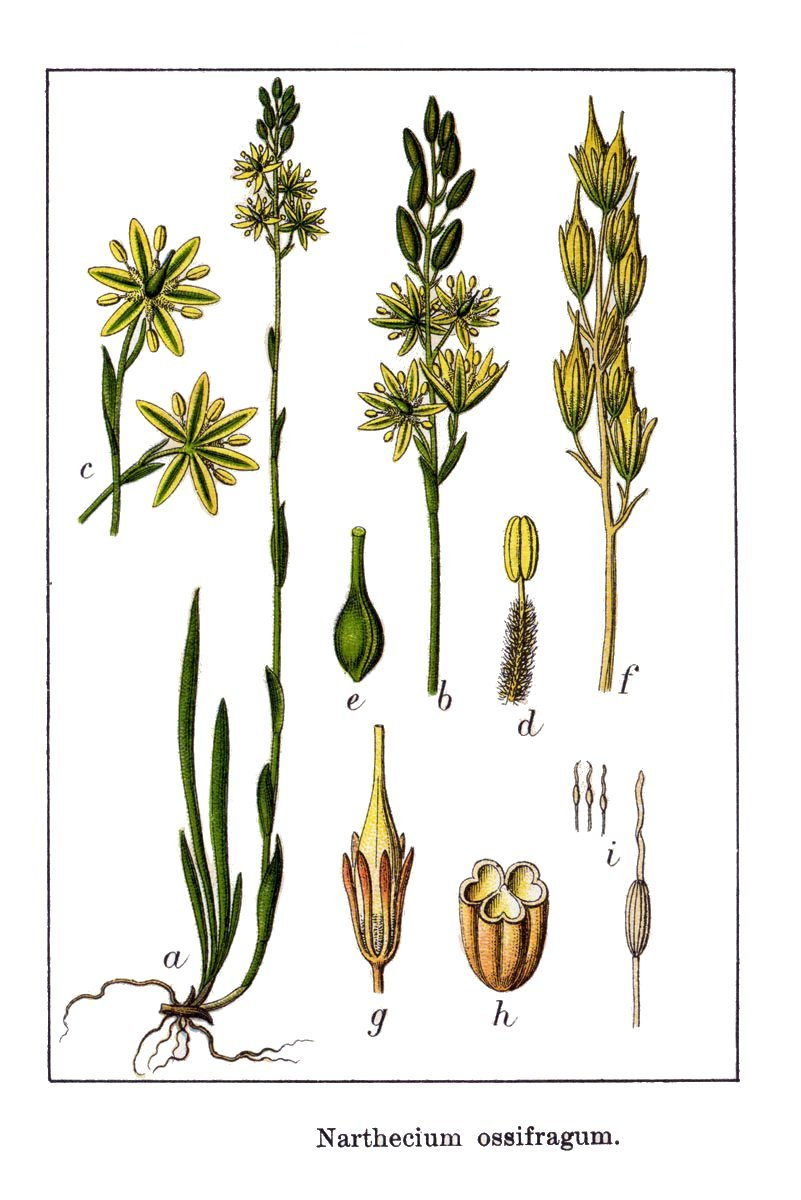
Illustration des Beinbrech (Narthecium ossifragum)

### Habitus und Laubblätter
Es sind ausdauernde krautige Pflanzen. Oft bilden sie Rhizome als Überdauerungsorgane. Die wechselständig, spiralig und grundständig zusammenstehenden Laubblätter sind ungestielt. Die parallelnervige und ganzrandige Blattspreite ist meist isobifacial.

### Blütenstände und Blüten

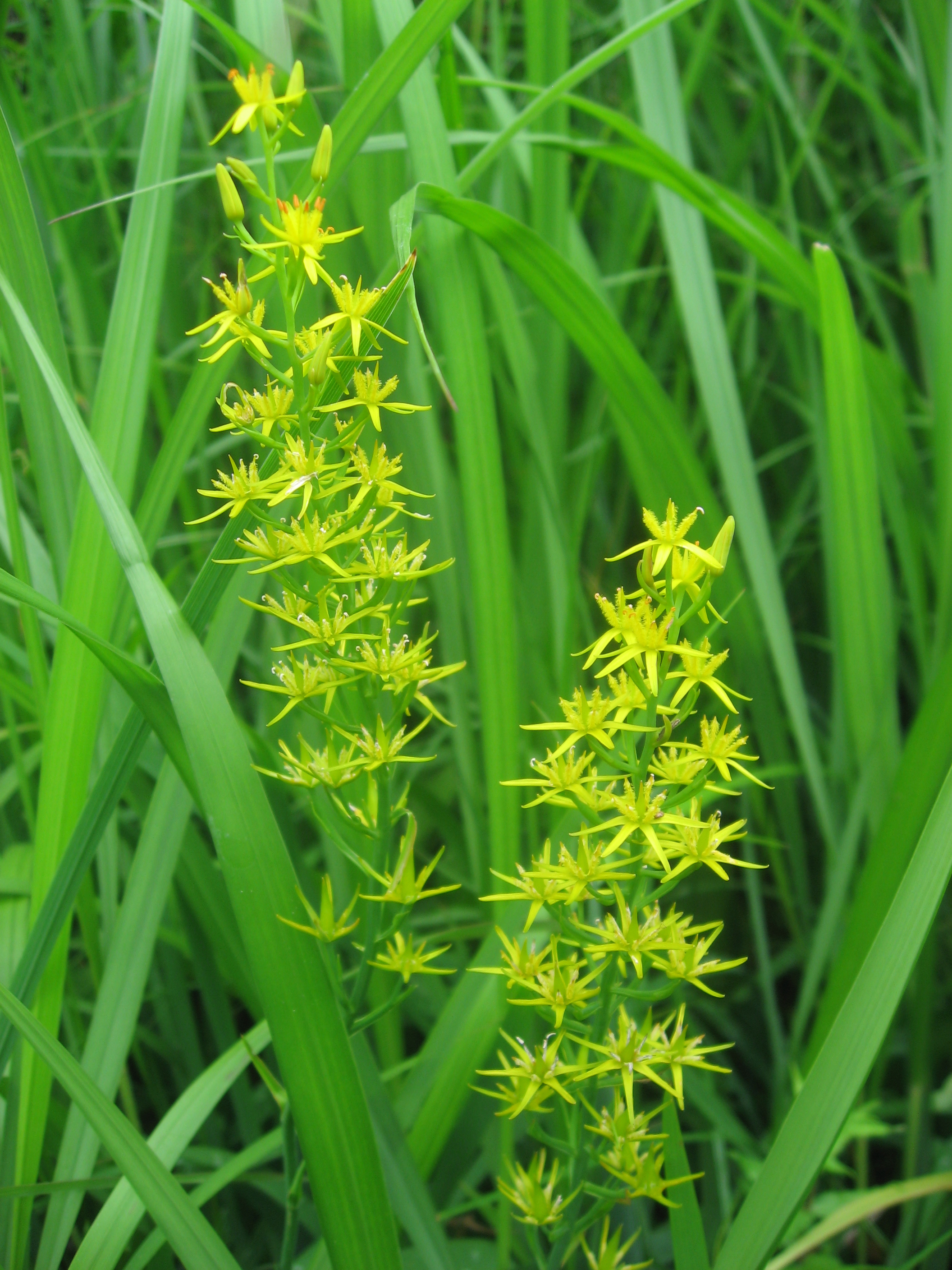
Blütenstände von Narthecium asiaticum

Sie bilden traubige Blütenstände. Es sind Tragblätter aber keine Deckblätter vorhanden. Die Blüten sind dreizählig. Die sechs gleichgeformten Blütenhüllblätter (Tepalen) sind nur an ihrer Basis verwachsen. Es sind zwei Kreise mit je drei nur an ihrer Basis verwachsenen Staubblättern vorhanden. Drei Fruchtblätter sind zu einem halbunterständigen bis oberständigen Fruchtknoten verwachsen mit vielen Samenanlagen je Fruchtknotenkammer.

### Früchte und Samen
Die dreikammerigen Kapselfrüchte sind von den Blütenhüllblättern umgeben und bleiben sehr lange an den Pflanzen erhalten. Die Samen enthalten helobiales Endosperm.

### Inhaltsstoffe und Chromosomen
Es ist Chelidonsäure vorhanden. Es wird Calciumoxalat in Drusen eingelagert.
Die Chromosomen sind 0,7 bis 1,4 µm lang. Die Chromosomengrundzahlen betragen x = meist 13, seltener 12, 21, 22.

## Systematik und Verbreitung

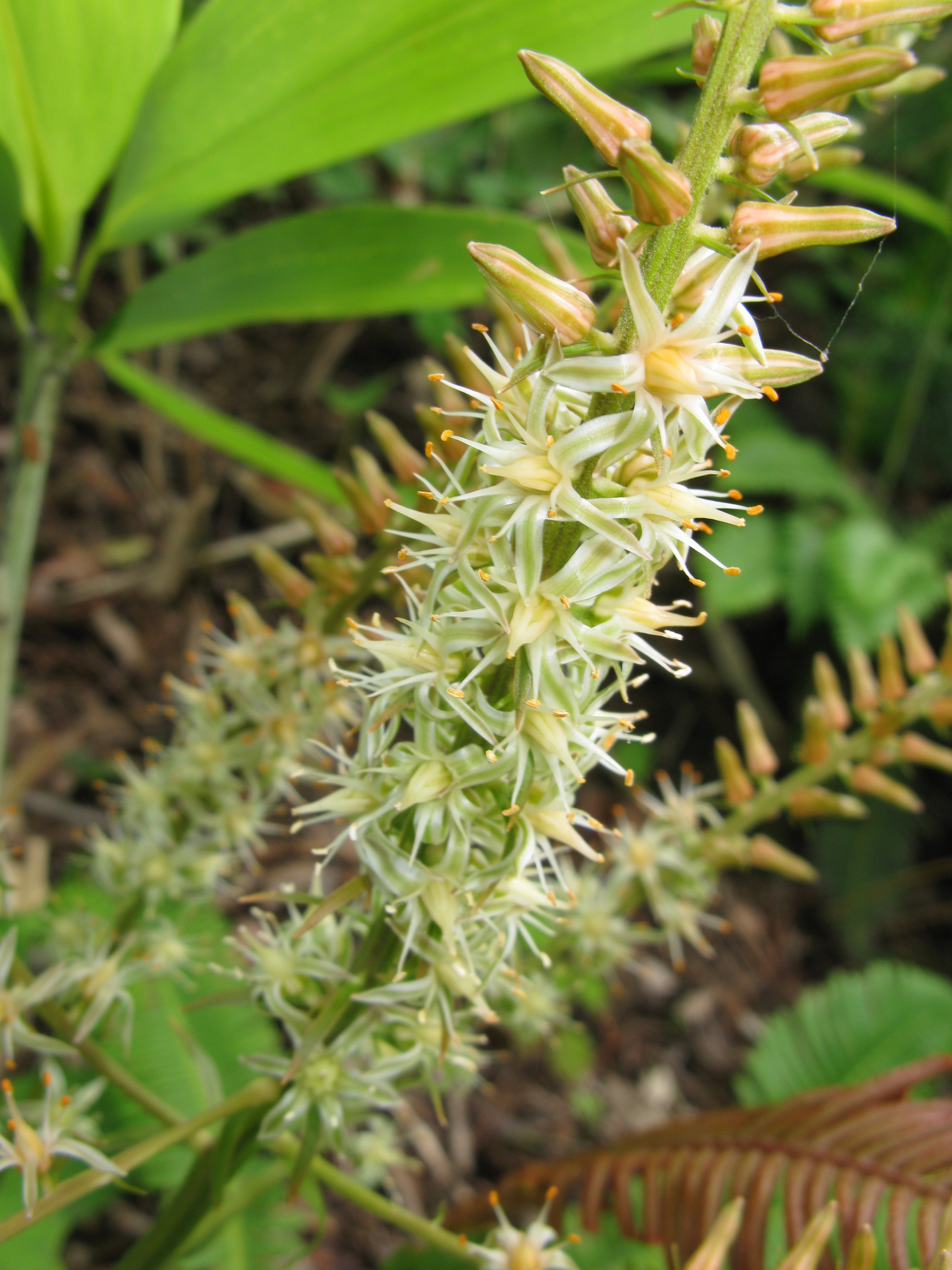
Aletris luteoviridis in der Präfektur Fukushima in Japan

Das Areal der Familie ist stark disjunkt: mit Arten in den gemäßigten Breiten der Nordhalbkugel (Europa und Nordamerika), Arten in Asien (Ostasien und Südostasien), und Arten im nordöstlichen Südamerika (Venezuela und Guyana).
Der Familienname Nartheciaceae wurde 1846 durch Elias Magnus Fries in Jonas Bjurzon: Skandinaviens Växtfamiljer i sammandrag framställda, Upsala, S. 64 veröffentlicht. Typusgattung ist Narthecium Huds.; dessen wissenschaftliche Name sich vom griechischen Wort narthex für Stab ableitet, dies bezieht sich auf die Blütenstandsform.
Die Stellung der Gattungen, die heute in die Nartheciaceae eingeordnet sind, wurde lange diskutiert. Lange Zeit wurden sie in die Liliaceae eingeordnet, Dahlgren et al. 1985 stellte sie zusammen mit Gattungen der heutigen Tofieldiaceae und Petrosaviaceae in die Melanthiaceae und Tamura 1998 ordnete sie in die Petrosaviaceae ein. Molekulargenetische Untersuchungen zeigten, dass sie den Burmanniaceae, Dioscoreaceae, Taccaceae und Thismiaceae nahestehen und als basale Gruppe in die Ordnung der Dioscoreales gehören (Caddick et al. 2000, 2002). Die monotypische Gattung Metanarthecium Maxim. wurde lange diskutiert und die einzige Art Metanarthecium luteoviride Maxim. mit zwei Varietäten von den Kurilen bis Japan und Korea wurde von Merckx et al. 2008 in die Gattung Aletris als Aletris luteoviridis (Maxim.) Franch. eingegliedert.
Es gibt fünf Gattungen mit 35 Arten in der Familie der Nartheciaceae:
- Aletris L.: Sie ist mit 24 Arten in Nordamerika, auf den Bahamas und im östlichen Asien verbreitet.[2][3] Darunter:
  - Aletris farinosa L.
- Lophiola Ker Gawl.: Sie enthält nur eine Art:[4][1]
  - Lophiola aurea Ker Gawler: Sie gedeiht in Höhenlagen von 0 bis 100 Metern im östlichen Nordamerika im kanadischen Nova Scotia und in den östlichen US-Bundesstaaten Alabama, Delaware, Georgia, Louisiana, Mississippi, New Jersey, North Carolina sowie Florida.[4]
- Metanarthecium Maxim.: Sie umfasst nur eine Art. Sie wird vom manchen Autoren auch als Aletris luteoviridis (Maxim.) Franch. in die Gattung Aletris gestellt.[1]
  - Metanarthecium luteoviride Maxim.: Sie kommt von den Kurilen bis Japan und im südlichen Korea vor. Sie umfasst zwei Varietäten.[1]
- Narthecium Huds.: Die sieben Arten sind auf der Nordhalbkugel verbreitet.[5][1]
- Nietneria Klotzsch ex Benth.: Sie ist mit nur zwei Arten vom südöstlichen Venezuela bis zum westlichen Guyana und dem nördlichen Brasilien verbreitet.[1]